# Soroseris erysimoides
Soroseris erysimoides là một loài thực vật có hoa trong họ Cúc. Loài này được (Hand.-Mazz.) C.Shih miêu tả khoa học đầu tiên năm 1993.